# Dani Pérez (baloncestista)
Daniel Pérez Masip (Barcelona, 24 de julio de 1969) es un jugador de baloncesto profesional de nacionalidad española. Con 1,98 metros de altura ocupaba la posición de alero.
Durante su etapa como jugador del TDK Manresa se convirtió en uno de los mayores anotadores nacionales de la liga ACB. Posteriormente formó parte de la plantilla del 7Up Joventut que se proclamó campeón de la Liga Europea de 1994.